# Mamuri Veturi
Mamuri Veturi (llatí: Mamurius Veturius) és un personatge semi mític de la història de Roma, probablement d'origen sabí i fundador de la gens Vetúria.
La tradició diu que Numa Pompili va rebre del déu Mart un escut de bronze que va baixar del cel. Per impedir que fos robat o que s'hi pogués actuar maliciosament, Numa va demanar a Mamuri Veturi que en fes onze d'iguals, els ancilia o escuts sagrats. Un cop fets, Mamuri va portar els dotze escuts a Numa Pompili, que els va guardar a la Règia, la residència oficial dels reis. Es va fundar un col·legi de sacerdots, els salii, per custodiar-los i mostrar-los dos cops l'any durant les festes religioses anomenades Mamuralia, en record de Mamuri, que marcaven l'inici i el final del període de guerra. Els elogis al constructor i als escuts formaven part dels temes de les cançons dels salii.
Els mateixos historiadors antics dubtaven de l'existència de Mamuri Veturi. Marc Terenci Varró va interpretar el seu nom com a vetus memoria ('vella memòria'). Alguns autors el feien d'origen etrusc, ja que el consideraven autor d'una estàtua del déu Vertumne.